# Angela Robinson
Angela Robinson, née le 14 février 1971 à San Francisco, est une réalisatrice, productrice, scénariste et actrice américaine.

## Biographie
Angela Robinson naît le 14 février 1971 à San Francisco[réf. souhaitée].
Robinson est lesbienne, et aborde souvent l'homosexualité féminine dans ses films. Elle est la compagne d'Alexandra Kondracke.

## Filmographie
Sauf indication contraire, les informations mentionnées dans cette section peuvent être confirmées par la base de données cinématographiques IMDb,  présente dans la section « Liens externes ».

### Actrice
- 2005 : New York, unité spéciale (saison 6, épisode 11) : Mrs. Wheeler
- 2009 : The L Word (série télévisée) : Angela
- 2011 : Cinema Conversations with Stephen P. Jarchow (talk-show) : elle-même
- depuis 2013 : The Haves and the Have Nots : Veronica Harrington

### Réalisatrice

#### Cinéma
- 1995 : Chickula: Teenage Vampire (court métrage)
- 2003 : D.E.B.S. (court métrage)
- 2004 : D.E.B.S.
- 2005 : La Coccinelle revient
- 2007 : Girltrash! (court métrage)
- 2017 : My Wonder Women (Professor Marston and The Wonder Women)

#### Télévision
- 2007 : Starz/Encore on Set: Herbie Fully Loaded (téléfilm)
- 2006-2009 : The L Word (série télévisée)
- 2010 : Gigantic (série télévisée)
- 2011 : Charlie's Angels (série télévisée)
- 2014 : True Blood (série télévisée)

### Productrice
- 1999-2001 : Taxicab Confessions (en) (série télévisée)
- 2007 : Girltrash! (court métrage)
- 2006-2009 : The L Word (série télévisée)
- 2009-2011 : Hung (série télévisée)
- 2012-2014 : True Blood (série télévisée)
- 2014 : Girltrash: All Night Long
- 2015 : How to Get Away with Murder (série télévisée)
- 2021 : Clair-obscur (Passing) de Rebecca Hall

### Scénariste
- 1995 : Chickula: Teenage Vampire (court métrage)
- 2003 : D.E.B.S. (court métrage)
- 2004 : D.E.B.S.
- 2007 : Girltrash! (court métrage)
- 2004-2009 : The L Word (série télévisée)
- 2009-2011 : Hung (série télévisée)
- 2012-2014 : True Blood (série télévisée)
- 2014 : Girltrash: All Night Long
- 2015 : How to Get Away with Murder (série télévisée)
- 2017 : Professor Marston and The Wonder Women